# Shitaye Eshete
Shitaye Eshete, född 21 maj 1990, är en friidrottare från Bahrain. Hon deltog vid olympiska sommarspelen 2012 och olympiska sommarspelen 2016.